# Xíxlovo
Xíxlovo (en rus: Шишлово) és un poble de l'óblast de Vladímir, a Rússia, segons el cens del 2010 tenia 5 habitants. Pertany al districte municipal de Múrom.